# Jihlávka (rivière)
La Jihlávka est une rivière de Tchéquie d'une longueur de 23,8 km. Elle est un affluent de la Jihlava et donc un sous-affluent du Danube par la Svratka, la Thaya et la Morava.

## Traduction
- (de) Cet article est partiellement ou en totalité issu de l’article de Wikipédia en allemand intitulé « Jihlávka (Fluss) » (voir la liste des auteurs).